# ديفيد هلبرن
ديفيد هلبرن (بالإنجليزية: David Halpern)‏ هو راكب الكنو أمريكي، ولد في 18 أغسطس 1955.

## وصلات خارجية
- ديفيد هلبرن على موقع أوليمبيديا (الإنجليزية)